# Die zwei Welten der Jenny Logan
Die zwei Welten der Jenny Logan ist ein US-amerikanischer Fernsehfilm aus dem Jahr 1979. Die Literaturverfilmung basiert auf dem Roman Second Sight von David L. Williams.

## Handlung
Um die gemeinsame Ehe zu retten, ziehen Jenny und Michael Logan in ein altes viktorianisches Haus auf dem Land, fernab der Stadt und den alten Affären Michaels. Michael schlief mit seinen Studentinnen und da Jenny an die Institution der Ehe glaubt, kommt für sie die Scheidung nicht in Frage. Auf dem Dachboden findet sie kurz darauf ein altes viktorianisches Kleid, welches sie anprobiert. Mit heftigen Kopfschmerzen fällt sie in Ohnmacht und erwacht auf ihrem Dachboden im Jahr 1899. Ein Mann schreit nach Pamela und sie reist wieder zurück. Zweimal zieht sie anschließend das Kleid wieder an und reist jedes Mal zurück ins Jahr 1899 und muss zweimal wieder vor dem Mann flüchten, der sie Pamela ruft und verfolgt. Weil sie sich fragt, wer dieser Mann sein könnte, sucht sie die Chesapequa Historical Society auf, um Nachforschungen anzustellen. Dabei stellt sich heraus, dass es sich möglicherweise um den Maler David Reynolds handeln könnte, der seine geliebte Ehefrau Pamela kurz nach der Hochzeit durch einen tragischen Unfall mit einem ausgerissenen wilden Pferd verlor. Da er den Tod seiner Geliebten nicht ertragen konnte, zog er sich zurück und wurde verrückt. Es blieb nur ein einziges Gemälde von ihm übrig. Als Jenny das Bild sieht, glaubt sie sich selbst im Spiegel zu sehen.
Obwohl alle Bekannten und Freunde Jennys meinen, dass sie nur halluziniere, hält sie ihre Zeitreise für Realität. Bei der nächsten Reise, beschließt sie nicht vor David wegzulaufen. Als sie ihn beim Holzhacken trifft, erkennt er, dass Jenny nicht seine geliebte Pamela ist. Beide kommen sich nahe und Jenny reist mit einem Blumengeschenk Davids in ihre Zeit zurück, womit sie auch den Beweis hat, dass sie nicht halluziniert. Michael ist von ihrer Besessenheit der Vergangenheit wenig begeistert und will wieder mit ihr wegziehen. Doch Jenny interessiert sich immer stärker für David und dessen Probleme. Denn nicht nur Elizabeth Harrington, Pamelas Schwester, will etwas von ihm, sondern auch Mr. Harrington, Pamelas Vater, glaubt, dass David Pamela tötete, weswegen er nun auf Rache sinnt. Aber davon lässt Jenny sich nicht irritieren. Sie kommt David näher, lässt sich von ihm malen und nachdem beide am See ins Wasser fielen und sich gegenseitig trockneten, schlafen sie miteinander.
Zurück in der Gegenwart forscht Jenny, wie David starb und erfährt, dass er nachts während der Jahrhundertfeier durch eine Feuerwaffe starb. Sie erzählt David davon, sieht das Bild, welches er von ihr zeichnete und sie später in der Zukunft sehen wird, und stimmt zu, Michael zu verlassen und mit ihm entweder nach Amsterdam oder nach Paris zu reisen. Doch dazu kommt es nicht mehr, denn Mr. Harrington erscheint, schlägt mit seiner Peitsche auf David ein und fordert ihn zur Jahrhundertfeier zu einem Duell heraus. Am Tag der Feier schleicht sich Jenny zu Harringtons Haus, bricht ein und manipuliert seine Waffen. Anschließend tanzt sie mit David auf der Feier.
Zurück in ihrer Zeit erfährt sie von der gealterten Elizabeth Harrington, dass nicht Mr. Harrington, sondern sie selbst einst David aus Eifersucht erschoss. Also eilt Jenny zurück in ihr Haus zu ihrem Kleid, wo sie allerdings von einem schreienden Michael daran gehindert wird. Dieser ist außer sich vor Wut, möchte er doch, dass Jenny bei ihm bleibt und nicht ständig ihren Hirngespinsten aus längst vergangenen Tagen folgt. Aber Jenny reißt ihm ihr Kleid aus den Händen, flüchtet in den Dachboden, verschließt diesen und reist zurück ins Jahr 1899, wo sie schnell zum Duell zwischen Harrington und David rennt. Dort schmeißt sie sich auf Elizabeth, die aus dem Wald herauskommt, um David zu erschießen. Als Michael die Tür zum Dachboden aufbricht, kann er nur noch seine tote Frau vorfinden. Nach der Beerdigung findet er im Haus weitere Bilder von David. Diese zeigen ihn mit Jenny, wie sie ein langes und glückliches Leben mit David führte und mehrere Kinder mit ihm hatte.

## Kritik
Howard Rosenberg von der Los Angeles Times meinte, dass dieser „altmodische Film, der über zwei Stunden sehr langsam seinem sentimentalen Höhepunkt nähere,“ leichte Kost sei, weswegen er überrascht sei, dass die „Darsteller so ungewöhnlich gut“ seien. Wagner spiele ihre Rolle „warm, reizvoll und verletzlich“ und Feinstein „überzeuge“ ebenfalls. Allerdings warnte er den möglichen Zuschauer auch vor, dass man keine Gedanken an die Geschichte oder Figurenentwicklung verschwenden solle.

## Veröffentlichung
Der Film wurde am 31. Oktober 1979 auf CBS zum ersten Mal im Fernsehen ausgestrahlt. Im Deutschen Fernsehen wurde er am 14. Dezember 1986 zum ersten Mal auf dem ostdeutschen Fernsehsender DFF 2 ausgestrahlt.